# Liste des comtes d'Herbauge
Pour les articles homonymes, voir Herbauges.
Les comtes d'Herbauges régnaient sur le comté d'Herbauge formé par détachement du comté de Poitou s'étendait sur l'actuelle Vendée ainsi que sur les Mauges et la partie de l'actuelle Loire-Atlantique située au sud de la Loire. Il a une existence éphémère et son territoire fut ensuite intégré à la Bretagne avant d'être divisé entre Bretagne, Poitou et Anjou.

## Comtes d'Herbauge
- de 835 à 843 : Renaud d'Herbauges
- de 843 à 844 : Hervé d'Herbauges, son fils
- à partir de 844 : Ragenold de Neustrie, son frère